# Peter Weir
Peter Lindsay Weir (født 21. august 1944) er en australsk filminstruktør.
Hans film Udflugten er en vigtig film i australsk filmhistorie og var en stor succes i både Australien og udlandet. Siden 1985 har han fortrinsvist arbejdet i USA. 
I filmen Gallipoli, skildres hvordan en gruppe unge australiere, en af dem spillet af en ung Mel Gibson, frivilligt melder sig ind i ANZAC (Australian New Zealand Army Corps) og rejser den halve jord rundt for, sammen med britiske hær og flåde, at deltage i den Første Verdenskrig, ved det helt mislykkede forsøg på at erobre Dardanellerne og Bosporen i Tyrkiet. Grunden var at flådens minister (The first Lord of the Admirality) Winston Churchill ville prøve at opnå kontakt mellem den britiske Middelhavsflåde og den russiske Sortehavsflåde, men tyrkerne havde fået strategisk hjælp fra Kejserriget Tyskland og general Otto Liman von Sanders, og alt hvad der kan gå galt i krig, gør det også for de australske soldater på den tyrkiske halvø Gallipoli. Filmen bygger på vikeligheden og må regnes for at være en anti-krigsfilm.
Peter Weir fik også opmærksomhed med filmen Master and Commander: The Far Side of the World i 2003, med Russel Crowe. 

## Udvalgte film
- Homesdale (1971)
- The Cars That Ate Paris (1974)
- Picnic at Hanging Rock (Udflugten, 1975)
- The Last Wave (1977)
- Gallipoli (Ærens vej til Gallipoli, 1981)
- The Year of Living Dangerously (1982)
- Vidnet (1985)
- The Mosquito Coast (1986)
- Døde poeters klub (1989)
- Green Card (1990)
- Fearless (1993)
- The Truman Show (1998)
- Master and Commander: The Far Side of the World (Master and Commander – Til verdens ende, 2003)
- The Way Back (2010)